# NGC 772
NGC 772 ist eine Spiralgalaxie vom Hubble-Typ Sb im Sternbild Widder auf der Ekliptik. Sie ist rund 114 Millionen Lichtjahre von der Milchstraße entfernt und hat einen Durchmesser von etwa 240.000 Lichtjahren.
Die elliptische Galaxie NGC 770 ist eine Satellitengalaxie von NGC 772; sie interagiert mit letzterer und ist für die Verformung eines ihrer Spiralarme und den darin stattfindenden "starburst" verantwortlich. Diese Zwerggalaxie hat inzwischen einen projizierten Abstand von knapp 100.000 Lichtjahren zu ihrem Begleiter erreicht. Die beiden Galaxien sind zusammen als Arp 78 im Arp-Katalog verzeichnet. Halton Arp gliederte seinen Katalog ungewöhnlicher Galaxien nach rein morphologischen Kriterien in Gruppen. Diese Galaxie gehört zu der Klasse Spiralgalaxien mit einem kleinen Begleiter hoher Flächenhelligkeit auf einem Arm (Arp-Katalog).
NGC 772 wurde am 29. November 1785 vom deutsch-britischen Astronomen Friedrich Wilhelm Herschel entdeckt.

## Abbildungen

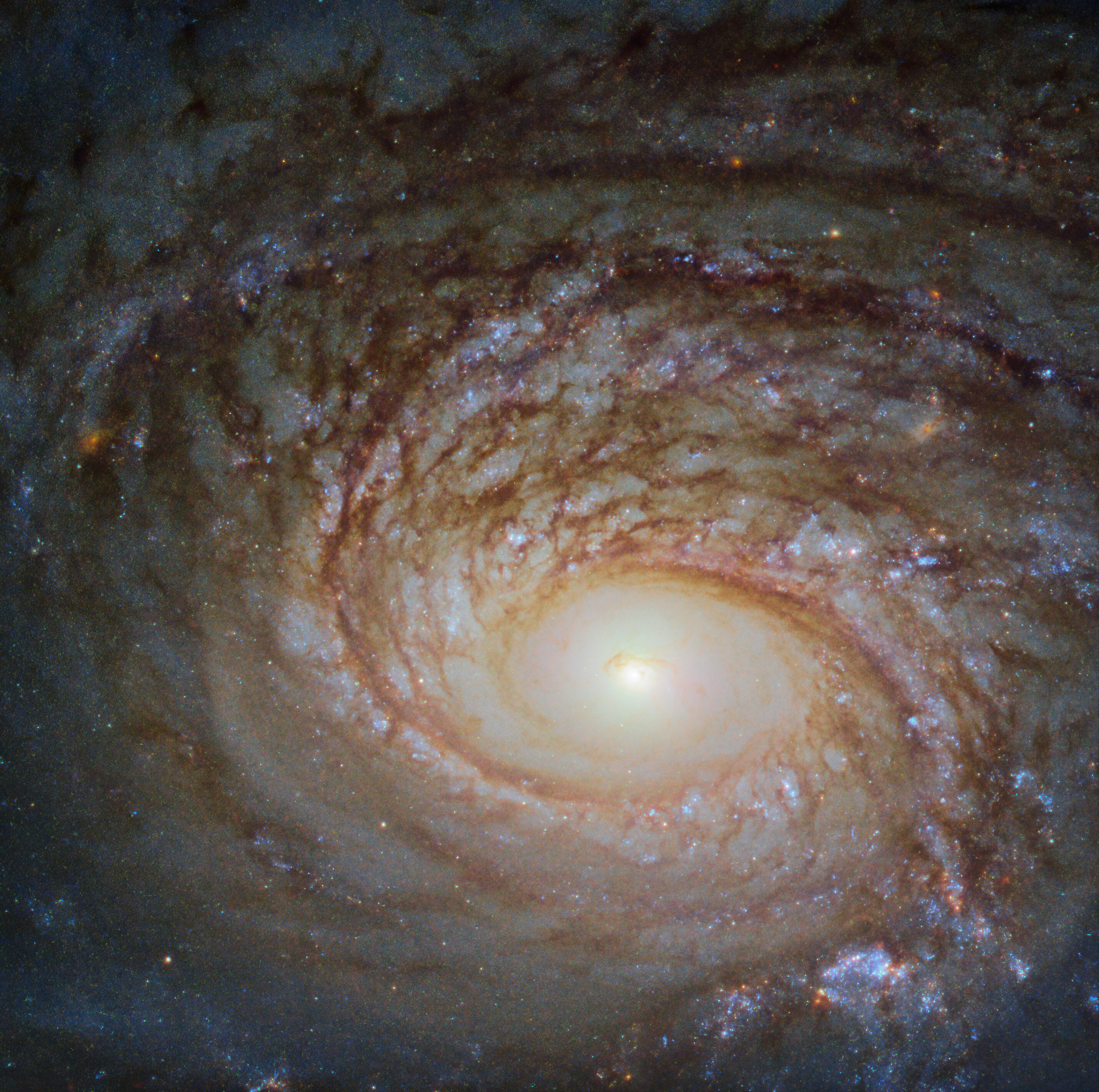
Hochaufgelöste Abbildung des Zentrums, erstellt mithilfe des Hubble-Weltraumteleskops
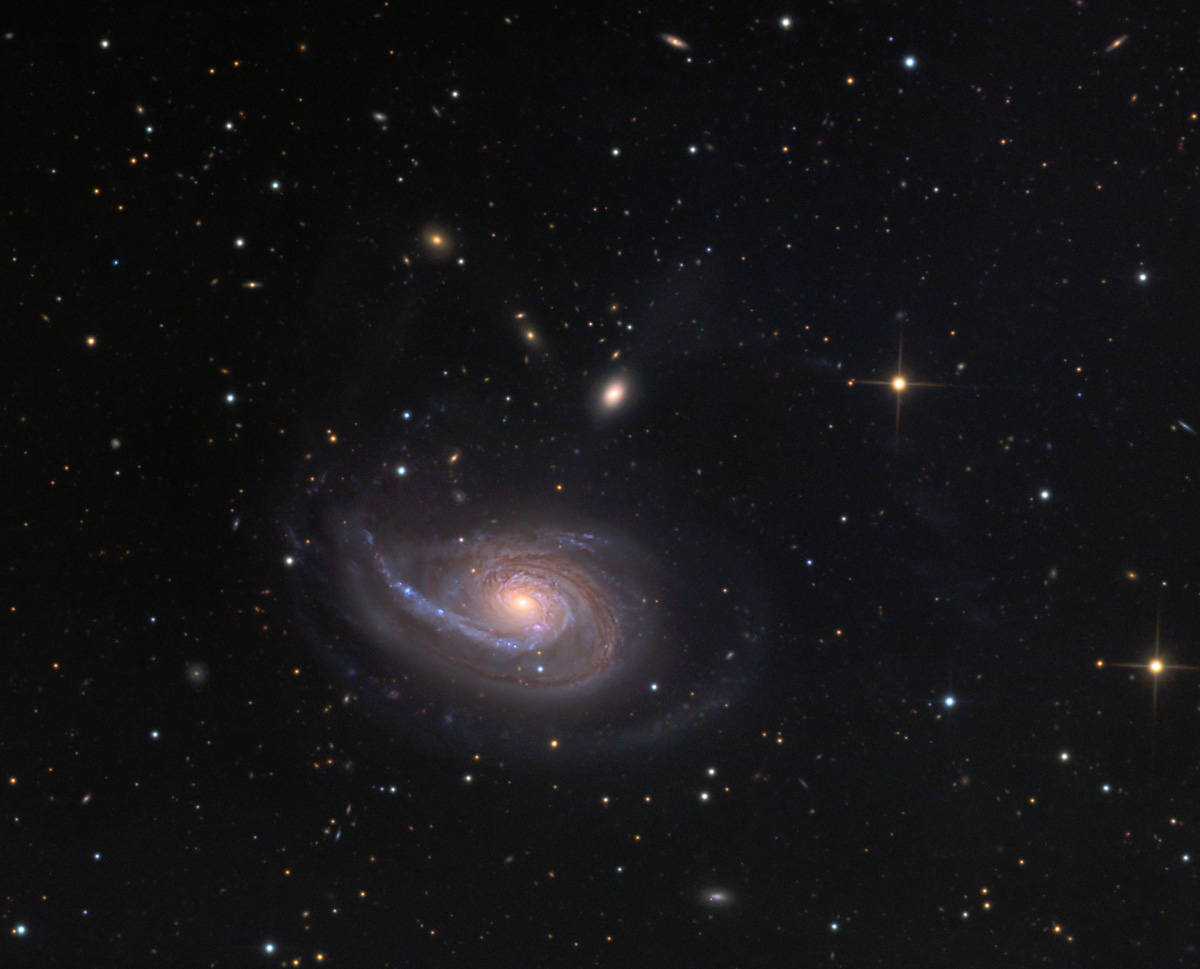
Panoramaaufnahme von NGC 772 mithilfe eines Teleskops mit einer Apertur von 60 cm. Die deutlich kleinere Begleitgalaxie NGC 770 ist oberhalb, nahe der Bildmitte zu sehen.
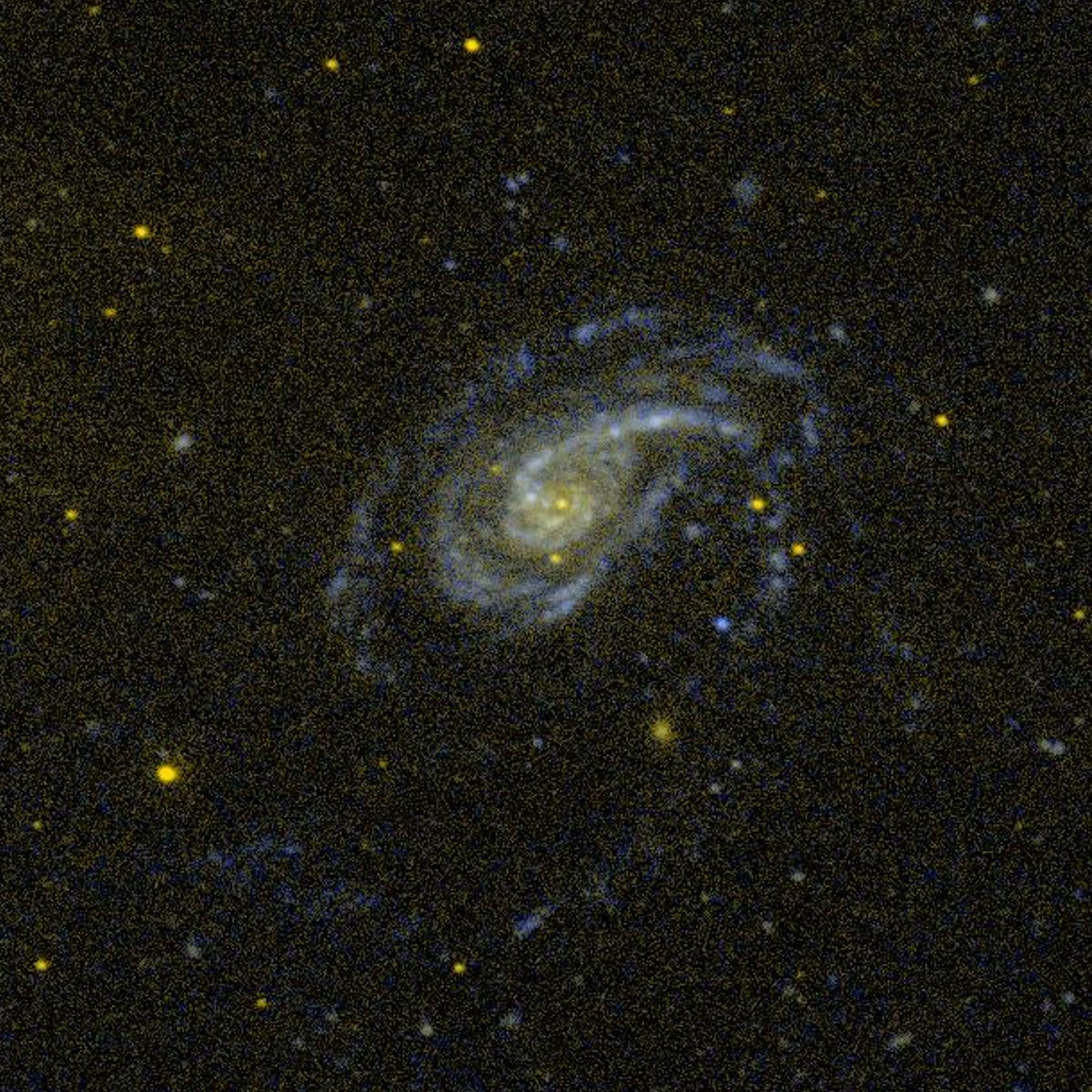
Aufnahme des Ultraviolettspektrums mithilfe von GALEX
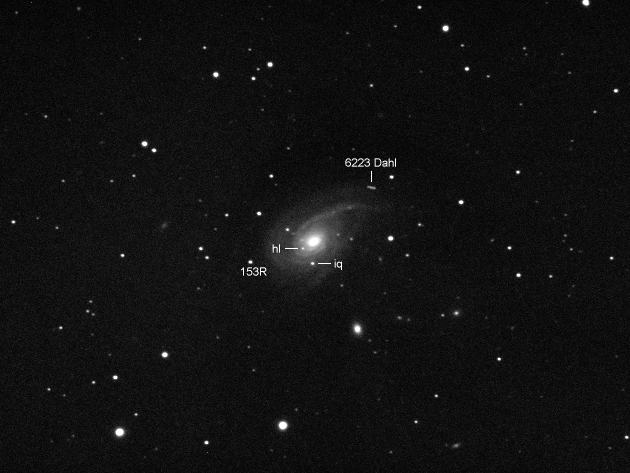
Amateur-Aufnahme von NGC 772 mit SN 2003hl und SN 2003iq sowie dem Asteroiden (6223) Dahl

## NGC 772-Gruppe (LGG 40)
| Galaxie  | Alternativname | Entfernung/Mio. Lj |
| -------- | -------------- | ------------------ |
| NGC 772  | PGC 7525       | 114                |
| NGC 770  | PGC 7517       | 114                |
| PGC 7826 | UGC 1546       | 110                |
| PGC 7750 | UGC 1519       | 109                |